# Canillejas (stacja metra)
Canillejas – stacja metra w Madrycie, na linii 5. Znajduje się w dzielnicy San Blas-Canillejas, w Madrycie i zlokalizowana jest pomiędzy stacjami El Capricho i Torre Arias. Została otwarta 18 stycznia 1980.